# رشدي عبد الصاحب
رشدي عبد الصاحب شكر، مذيع عراقي في دائرة الإذاعة والتلفزيون العراقي، كان من الذين توكل إليهم إذاعة بيانات الحرب وأخبارها، وأذاع أول بيان عراقي في الحرب العراقية الإيرانية، وفي أوائل الستينات، عُيّنَ موظفاً إدارياً لمدة قصيرة في مستشفى الشَمّاعيّة.[بحاجة لمصدر] كان إلقاؤه سلساً، يجذب المتلقي، ذا صوت جهوري، متزناً في قراره، وجوابه، معروفاً بالظرافة والنكتة، وهو ابن الشاعر عبد الصاحب شكر.

## وفاته
أصابه المرض، فطلب إلى ديوان الرئاسة منحة علاج، فاعتذروا له، فلم يلبث به المرض حتى تُوفي في 26 نيسان عام 1994.